# Kiss György (labdarúgó)
Kiss György (Nyíregyháza, 1975. május 22. –) labdarúgó, hátvéd.

## Pályafutása
A Nyírség-Spartacus csapatában kezdte a labdarúgást. Az élvonalban 1998. július 25-én mutatkozott be a Vasas ellen, ahol csapata 2–0-s vereséget szenvedett. 1999 őszétől 2002 év végéig a Dunaferr labdarúgója volt. Tagja volt az 1999–2000-es bajnok, és a 2000–2001-es ezüstérmes csapatnak. 2003 januárjától a Ferencváros játékosa volt, de sérülés miatt a tavaszi szezont ki kellett hagynia. Tagja volt a 2003–2004-es bajnokcsapatnak. 2004 őszén még ferencvárosi, 2005 tavaszán már Vasas játékos volt. Az élvonalban összesen 181 mérkőzésen szerepelt és 16 gólt szerzett.

## Sikerei, díjai
- Magyar bajnokság
  - bajnok: 1999–00, 2003–04
  - 2.: 2000–01, 2004–05
- Magyar kupa
  - győztes: 2003–04
  - döntős: 2004–05
- Magyar szuperkupa
  - győztes: 2003–04